# Čelní sklo

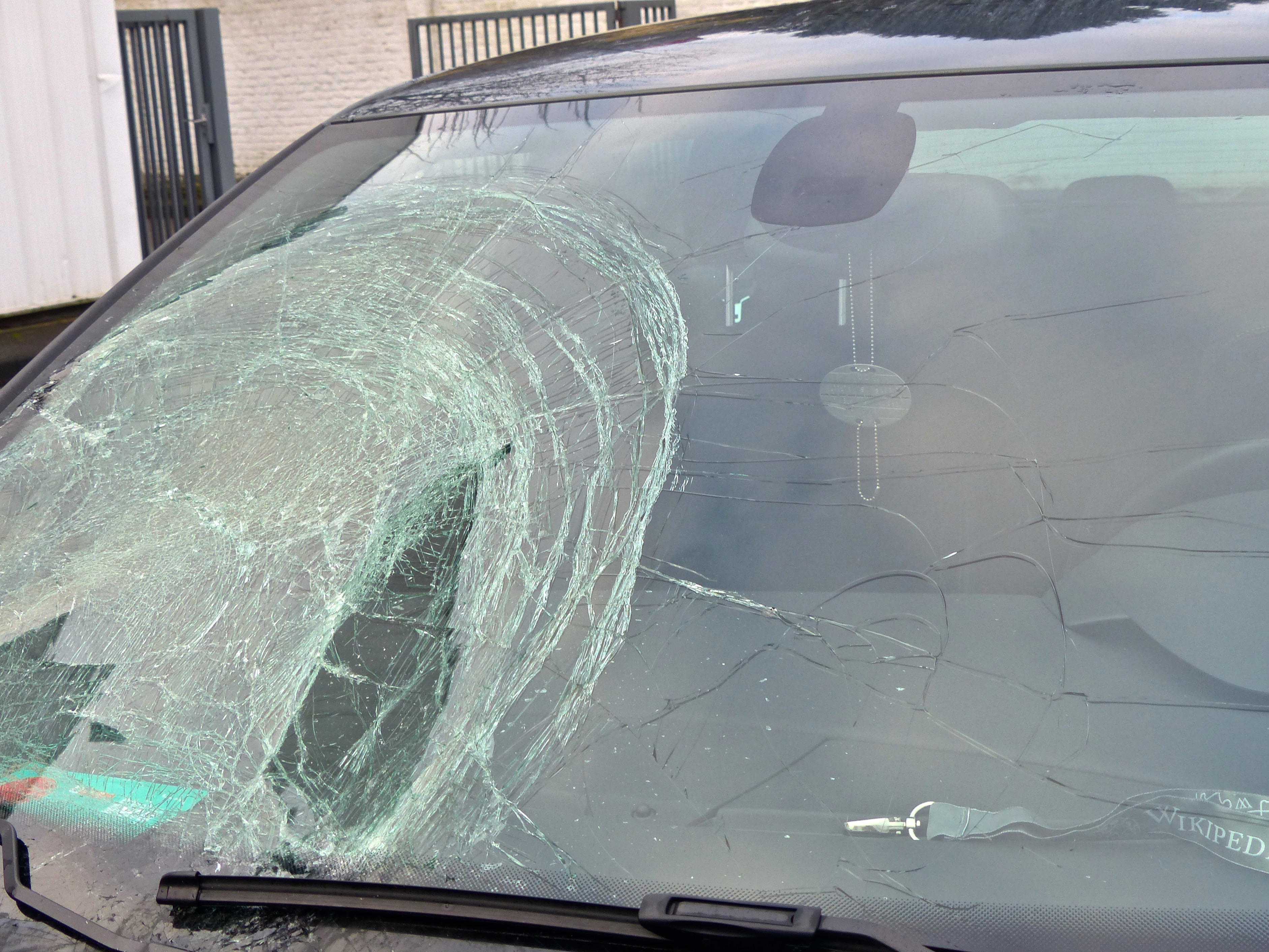
Čelní sklo poničené nárazem předmětu

Čelní sklo letadla, automobilu, autobusu, motocyklu, vlaku, lodi nebo tramvaje je přední okno tohoto dopravního prostředku, které umožňuje rozhled a zároveň chrání cestující před živly. Moderní čelní skla bývají vyrobena z vrstveného bezpečnostního skla, které se obvykle skládá ze dvou zakřivených tabulí skla s vrstvou plastu laminovanou mezi nimi pro zvýšení bezpečnosti. Přední skla motocyklů se vyrábějí z vysoce odolného polykarbonátu nebo akrylového plastu.

## Dějiny
Původně se čelní skla vyráběla z obyčejného okenního skla, ale to mohlo v případě nehody vést k vážným zraněním. Zkušenosti z havárií vedly k vývoji pevnějších čelních skel. Okna vyrobená z tvrzeného skla byla montována do rámů pomocí gumového nebo neoprenového těsnění. Tvrzené sklo se při havárii rozbilo na množství většinou neškodných úlomků. Tato čelní skla však byla křehká a rozbil je pouhý kamínek. Trojvrstvá (Triplex) laminovaná skla se začala používat ve Francii od roku 1911 a postupně se šířila u vozů vyšších tříd po celém světě. Henry Ford nařídil používat vrstvená skla na všech svých vozech roku 1929.
Moderní lepená čelní skla přispívají k tuhosti vozidla, ale hlavní silou pro inovace byla historicky potřeba zabránit zranění ostrými úlomky skla. Téměř všechny státy nyní vyžadují, aby čelní skla zůstala vcelku, i když jsou rozbitá, kromě případů, kdy jsou proražena velkou silou.

## Postup výroby
Na začátku výroby moderních čelních skel je tzv. linka přířezů. Na ní se z velkoformátových tabulí skla (6x3m) řežou přířezy. Přířez má již specifickou velikost danou rozměry automobilového skla, které z něj bude vyrobeno.
Druhá v pořadí je linka modelů s integrovaným sítotiskovým strojem. Na ní se z přířezu vyřízne tvar modelu, a to pro vnější a vnitřní sklo, obrousí se hrany a skla se umyjí v myčce. Pak se na sklo natiskne černý okraj, tzv. sítotisk. Jeho účelem je skrýt montážní zóny a nikoli nevýznamný je i estetický efekt. Sítotisková barva se vysuší v ultrafialové sušičce. Na vnější sklo se pak nanese separační prášek, aby se skla v dalším procesu neslepila.
Další proces je ohyb, který probíhá v elektrické peci na principu gravitace. Ohyb je klíčovým procesem, jehož know-how si každý výrobce automobilových skel chrání. Sklo se postupně zahřívá a tím, jak měkne, se gravitační silou postupně prohýbá do požadovaného tvaru. Pak se sklo chladí, čímž se dosáhne náležitého vnitřního napětí, což je důležitý parametr zabraňující praskání skla, ať už vlivem pnutí karoserie nebo mechanickým poškozením.
Následuje laminace, kde se mezi vnitřní a vnější sklo vloží PVB (bezpečnostní) fólie. Na tu se letují sběrnice, wolframové vyhřívané drátky a kontakty pro vyhřívaná skla. V dalších krocích se z prostoru mezi skly odsává vzduch, a to nejprve za studena a pak za tepla. K dokonalému odsátí vzduch dochází potom za vysokého tlaku a teploty v autoklávu.
Předposlední je linka konečné kontroly, kde se sklo kontroluje a jsou na něm prováděny drobné dokončující operace, např. ořez přečnívající fólie.
Posledním technologickým krokem je extruze, což je nanesení polyuretanového profilu na vnitřní stranu skla. Ten zlepšuje vodotěsnost, zvukotěsnost, prachutěsnost a v neposlední řadě usnadňuje montáž do automobilu.